# Kompasspflanzen
Kompasspflanzen ist die Bezeichnung für verschiedene Pflanzenarten, die ihre Blätter etwa in Nord-Süd-Richtung einstellen (meist so, dass die Blattspitzen und Schmalseiten nach Nord-Süd zeigen, und die Spreite nach Ost-West). Solche Pflanzen kommen hauptsächlich an stark besonnten Stellen vor und erreichen auf diese Weise, dass das intensive Licht der Mittagssonne nur ihre Blattkanten trifft. Für diese Anpassung, die eine Überhitzung vermeiden hilft, sind neben dem Licht (Phototropismus) noch weitere Faktoren, insbesondere Wärmestrahlung (Thermotropismus), verantwortlich.
Bekannte Vertreter der Kompasspflanzen sind:
- Kompasspflanze (Silphium laciniatum)
- Stachel-Lattich (Lactuca serriola)
- Rainfarn (Tanacetum vulgare)
- Manche Schwertlilien (Iris)
- Goldhaaraster (Aster linosyris)
- Sonnenblume (Helianthus annuus)